# Gaudenz Danuser

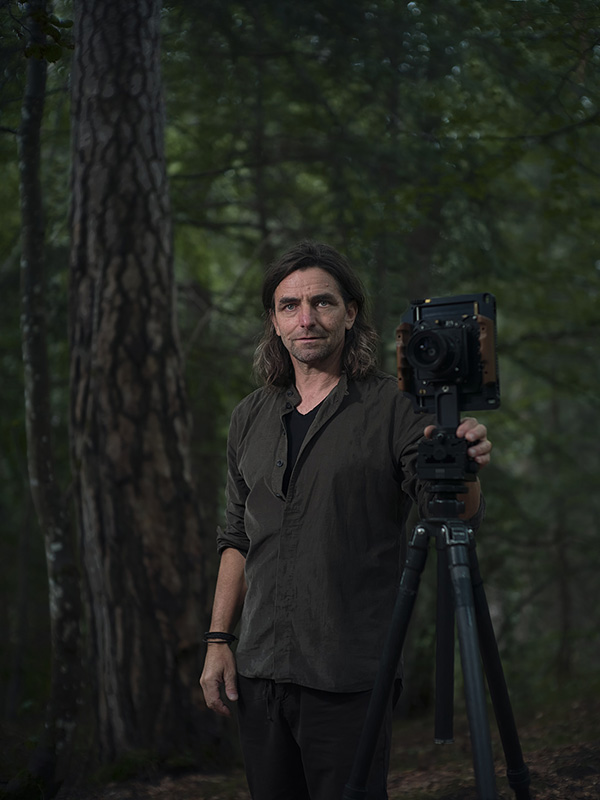
Gaudenz Danuser, Fotograf

Gaudenz Danuser  (* 16. Januar 1967 in Chur) ist ein Schweizer Fotograf.

## Leben und Wirken
Gaudenz Danuser lebt in Flims in der Schweiz und ist seit 1991 professioneller Fotograf. Durch seine Arbeit in der Outdoor-Sport-Fotografie ist er in den Bereichen Ski, Snowboard, Mountainbike und Outdooraktivität bekannt. Er ist weltweit tätig. Danuser begleitet seit 2003 den Koch Andreas Caminada fotografisch; zusammen haben sie vier Kochbücher publiziert. 2009 wurde er bei den Hasselblad Masters als Finalist ausgezeichnet.
Seit 2015 beschäftigte sich Gaudenz Danuser intensiv mit der Landschaftsfotografie und zeigt seine Bilder in Ausstellungen und Galerien. Er ist Mitglied von Visarte.

## Ausstellungen
- „Alpine Fragmente“ Shelter-Galerie, Zermatt, 2014
- „Poesie des Gefundenen“ Das Gelbe Haus, Flims, 2018
- „TIEF | KLAR“ Atelier Cularta, Laax, 2019
- „photoCorona“[3], Photo International, 2020
- „photo-SCHWEIZ“[4] 2021
- „Alpine Landschaften“ il Plazzal, Centro di Cultura e d’Arte Ascona, Flims, 2024

## Werke
- „Der Berg ruft. Wir auch“ Entwicklung der Tourismusdestination Flims Laax Falera, Hochparterre-Bücher, 2012, ISBN 978-3-909928-19-4
- „Bauen mit Feingefühl“, Zeitgenössische Baukultur in der Schweiz, Autor Anna Roos, Birkhäuser Verlag GmbH, 2017, ISBN 978-3-0356-1130-4
- Pure Leidenschaft, Kochbuch, AT-Verlag, 2019, ISBN 978-3-03902-028-7
- Pure Freude, Kochbuch, AT-Verlag, 2020, ISBN 978-3-03902-091-1
- Pure Frische, Kochbuch, AT-Verlag, 2021, ISBN 978-3-03902-136-9
- Pure Tiefe, Kochbuch, AT-Verlag, 2023, ISBN 978-3-03902-214-4